# Đa Mai
Đa Mai là một phường thuộc tỉnh Bắc Ninh, Việt Nam.

## Địa lý
Phường Đa Mai có vị trí địa lý:
- Phía đông giáp phường Bắc Giang và xã Mỹ Thái
- Phía tây giáp phường Việt Yên
- Phía nam giáp các phường Tiền Phong và phường Nếnh
- Phía bắc giáp các xã Tân Yên và Phúc Hòa.

Phường Đa Mai có diện tích 33,10 km², dân số 51.733 người, mật độ dân số đạt 1.562 người/km².

## Lịch sử
Ngày 22 tháng 4 năm 1964, Bộ Nội vụ ban hành Quyết định số 127-NV về việc thành lập xã Đa Mai thuộc thị xã Bắc Giang trên cơ sở hai thôn Đa Mai và Thanh Mai của xã Song Mai thuộc huyện Việt Yên.
Ngày 29 tháng 8 năm 1994, Chính phủ ban hành Nghị định số 103-CP về việc sáp nhập 6 ha diện tích tự nhiên và 1.899 nhân khẩu của phường Mỹ Độ vào xã Đa Mai quản lý.
Xã Đa Mai có 335 ha diện tích tự nhiên và 5.599 nhân khẩu.
Ngày 6 tháng 11 năm 1996, Quốc hội ban hành Nghị quyết về việc chia tỉnh Hà Bắc thành tỉnh Bắc Giang và tỉnh Bắc Ninh. Khi đó, xã Đa Mai thuộc thành phố Bắc Giang, tỉnh Bắc Giang.
Ngày 7 tháng 6 năm 2005, Chính phủ ban hành Nghị định số 75/2005/NĐ-CP về việc thành lập thành phố Bắc Giang thuộc tỉnh Bắc Giang. Khi đó, xã Đa Mai trực thuộc thành phố Bắc Giang.
Ngày 31 tháng 12 năm 2013, Chính phủ ban hành Nghị quyết số 140/NQ-CP (nghị quyết có hiệu lực từ ngày 20 tháng 1 năm 2014) về việc thành lập phường Đa Mai thuộc thành phố Bắc Giang trên cơ sở toàn bộ 360,88 ha diện tích tự nhiên và 7.152 nhân khẩu của xã Đa Mai.
Ngày 16 tháng 6 năm 2025, Ủy ban Thường vụ Quốc hội ban hành Nghị quyết số 1658/NQ-UBTVQH15 của UBTVQH về việc sắp xếp các đơn vị hành chính cấp xã của tỉnh Bắc Ninh năm 2025. Theo đó, sắp xếp toàn bộ diện tích tự nhiên, quy mô dân số của các phường Tân Mỹ, Mỹ Độ, Song Mai, Đa Mai và xã Quế Nham thành phường mới có tên gọi là phường Đa Mai.

## Địa chỉ trụ sở các cơ quan
- Trụ sở UBND phường: Số 57, đường Phan Chu Trinh, phường Đa Mai
- Trung tâm phục vụ hành chính công: 
  - Cơ sở 1: Số 57, đường Phan Chu Trinh, phường Đa Mai
  - Cơ sở 2: Tổ dân phố Giếng, đường Thân Nhân Trung, phường Đa Mai

- Công an phường
  - Cơ sở 1: Số 282, đường Thân Nhân Trung, phường Đa Mai
  - Cơ sở 2: Tổ dân phố Mai Sẫu, phường Đa Mai

## Văn hóa
- Đình Đa Mai: UBND tỉnh Bắc Giang công nhận là Di tích lịch sử văn hóa cấp tỉnh năm 2003.[10]